# Sphex abyssinicus
Sphex abyssinicus är en biart som först beskrevs av Arnold 1928.  Sphex abyssinicus ingår i släktet Sphex och familjen grävsteklar. Inga underarter finns listade i Catalogue of Life.